# Tierra y Libertad (Chiapas)
Tierra y Libertad es una localidad del estado mexicano de Chiapas. Es parte del municipio de Jiquipilas.

## Demografía
| Gráfica de evolución demográfica |
|                                  |

| Censo | Población |
| ----- | --------- |
| 1930  | 147       |
| 1940  | 957       |
| 1950  | 1 313     |
| 1960  | 1 751     |
| 1970  | 2 141     |
| 1980  | 2 037     |
| 1990  | 2 482     |
| 2000  | 2 404     |
| 2010  | 2 600     |
| 2020  | 2 573     |